# Salt d'alçada aturat
El salt d'alçada aturat és un salt atlètic de l'atletisme on l'atleta tracta de superar el llistó que indica una certa alçada de forma similar al salt d'alçada amb la diferència que l'atleta no té carrera i s'ha de quedar quiet i saltar amb tots dos peus junts.
Aquesta prova va ser una disciplina olímpica a les edicions disputades entre 1900 i 1912. Ray Ewry va ser el millor de l'era olímpica, establint el rècord mundial de salt d'alçada aturat (1,65 m el 16 de juliol de 1900). També va tenir molt èxit en el salt de llargada aturat i en el triple salt aturat.
L'esdeveniment va gaudir anteriorment d'una àmplia repercussió, que el va incloure al programa d'atletisme dels Jocs Olímpics de 1900 a 1912, així com als Jocs Mundials Femenins de 1922 i 1926. L'esdeveniment es va disputar als campionats de la Unió Atlètica Amateur als Estats Units com un esdeveniment en pista coberta al voltant del tombant del segle xx. La seva popularitat va disminuir al segle xx, encara que va mantenir l'estatus de campionat durant un període més llarg als països escandinaus.
Un dels millors resultats de la història és l'1,90 m de l'atleta suec Rune Almén el 1980, que en aquell moment era un rècord suec i un rècord mundial no oficial. Més tard també va saltar 1,90 m, que avui és el rècord mundial. El rècord noruec és d'1,82 per Sturle Kalstad el 1983.

## Campions olímpics
| Proves                 | Or          | Plata                                | Bronze                   |
| París 1900 detalls     | Ray Ewry    | Irving Baxter                        | Lewis Sheldon            |
| St. Louis 1904 detalls | Ray Ewry    | Joseph Stadler                       | Lawson Robertson         |
| Londres 1908 detalls   | Ray Ewry    | John Biller Konstandinos Tsiklitiras | no s'atorgà              |
| Estocolm 1912 detalls  | Platt Adams | Benjamin Adams                       | Konstandinos Tsiklitiras |

## Jocs Intercalats
| Proves      | Or       | Plata            | Bronze      |
| Atenes 1906 | Ray Ewry | Léon Dupont      | no s'atorgà |
| Atenes 1906 | Ray Ewry | Lawson Robertson | no s'atorgà |
| Atenes 1906 | Ray Ewry | Martin Sheridan  | no s'atorgà |